# Lophoranina
Lophoranina è un genere di crostacei brachiuri estinti. Visse tra l'Eocene inferiore e il Miocene (circa 50 - 20 milioni di anni fa) e i suoi resti fossili sono stati ritrovati in Europa, Africa, Asia e Nordamerica.

## Caratteristiche
Carapace generalmente più largo nel quarto anteriore, restringendosi posteriormente; rostro trifido, due spine assiali che fungono da spine orbitali interne, la stessa spina centrale può essere trifida; spine orbitali intra ed esterne triangolari o bifide; margine anterolaterale generalmente con due spine che possono essere bifide o ornate esse stesse di granuli o spinette; regione postfrontale depressa leggermente al di sotto del livello del resto del carapace, può essere granulare o scabro; superficie del carapace con terrazzi trasversali ben sviluppati; terrazze distanziate relativamente ristrette, di solito parallele l'una all'altra anteriormente, spesso intrecciate tra loro o intersecate posteriormente; terrazze ornate di minuscole spine dirette in avanti; pterigostomi, somiti pleonici e appendici ornate di terrazzi; sterniti 1-5 con ornamenti scabrosi sparsi (Karasawa et al., 2014).

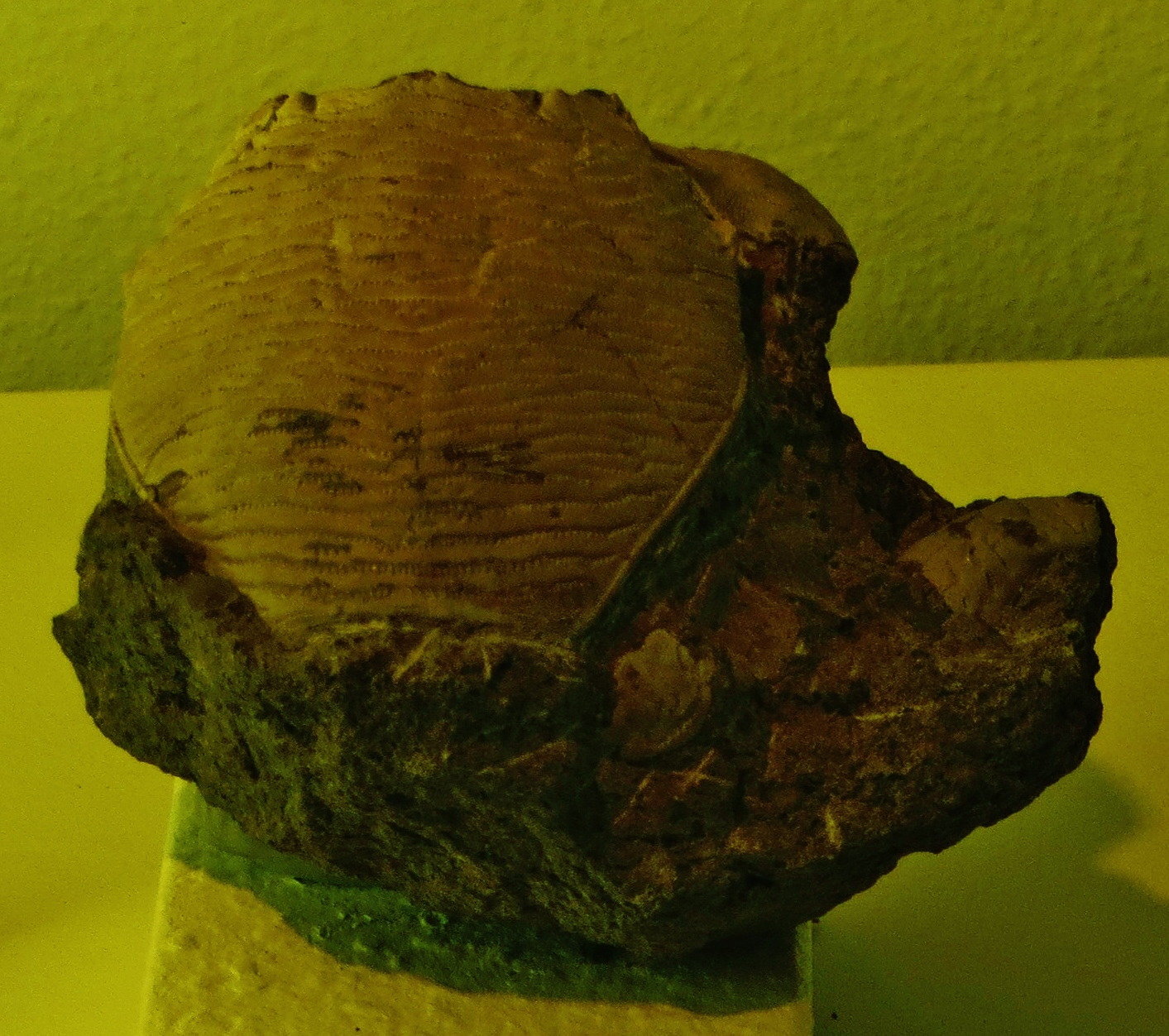
Olotipo di Lophoranina speciosa

## Specie
Il genere Lophoranina, affine al genere attuale Ranina, è stato istituito da Fabiani nel 1910. La specie tipo è Lophoranina marestiana, originariamente descritta come Ranina marestiana da König nel 1825 e nota per numerosi esemplari rinvenuti soprattutto in provincia di Verona e di Vicenza. 
Altre specie ascritte a questo genere sono L. aculeata (A. Milne-Edwards, 1881); L. albeshtensis Schweitzer, Feldmann, and Lazăr, 2009; L. aldrovandii (Ranzani, 1820); L. bakerti (A. Milne-Edwards, 1872); L. barroisi (Brocchi, 1877); L. bishopi Squires and Demetrion, 1992; L. bittneri (Lőrenthey, 1902); L. cinquecrista Feldmann, Schweitzer, Bennett, Franţescu, Resar, and Trudeau, 2011; L. cristaspina Vega, Cosma et al., 2001; L. georgiana (Rathbun, 1935a); L. kemmelingi van Straelen, 1924 [imprint 1923]; L. laevifrons (Bittner, 1875); L. levantina Lewy, 1977; L. maxima Beschin et al., 2004; L. persica Withers, 1932; L. porifera (Woodward, 1866); L. quinquespinosa (Rathbun, 1945); L. raynorae Blow and Manning, 1996; L. reussi (Woodward, 1866); L. rossi Blow and Manning, 1996; L. soembaensis van Straelen, 1938; L. straeleni Vía, 1959; L. tchihatcheffi (A. Milne-Edwards, 1866); L. toyosimai Yabe and Sugiyama, 1935.